# 間宮陽介
間宮 陽介（まみや ようすけ、1948年（昭和23年） - ）は、日本の経済学者。京都大学名誉教授。青山学院大学総合文化政策学部特任教授。専攻は社会経済学、経済理論、経済思想。都市論や公共空間論に関する著作も発表している。

## 経歴
長崎県長崎市出身。1972年東京大学経済学部卒業後、同大学院経済学研究科を経て、神奈川大学経済学部助教授・同教授、1993年より京都大学大学院人間・環境学研究科助教授、同教授を経て、2013年、京都大学名誉教授。
日本共産党に肯定的な考え方を持っている。

## 著書等

### 単著
- 『モラル・サイエンスとしての経済学』（ミネルヴァ書房、1986年、復刊2014年）
- 『ケインズとハイエク――「自由」の変容』（中央公論社〈中公新書〉、1989年／ちくま学芸文庫、2006年）
- 『シリーズ現代の経済　法人企業と現代資本主義』（岩波書店、1993年）
- 『市場社会の思想史――「自由」をどう解釈するか』（中央公論新社〈中公新書〉、1999年）
- 『同時代論――市場主義とナショナリズムを超えて』（岩波書店、1999年）
- 『丸山眞男――日本近代における公と私 戦後思想の挑戦』（筑摩書房、1999年／ちくま学芸文庫、2005年）
- 『丸山眞男を読む』（岩波現代文庫、2014年）、上記の増訂版

### 訳書
- ジョン・メイナード・ケインズ『雇用・利子および貨幣の一般理論』（全2巻、岩波文庫、2008年、ワイド版2012年）

### 共編著
- 植田和弘ほか編『岩波講座 都市の再生を考える』（岩波書店（全7巻）、2005年）
- 廣川祐司共編 『コモンズと公共空間:都市と農漁村の再生にむけて』（昭和堂、2013年）
- 堀内行蔵、内山勝久共編 『日本経済 社会的共通資本と持続的発展』（東京大学出版会、2014年）

### 共著
- 佐伯啓思・宮本光晴『命題コレクション経済学』（筑摩書房、1990年）
- 山口定ほか『2025年 日本の構想』（岩波書店、2000年）
- 宮本憲一ほか『経済危機と学問の危機――岩波書店創業90年記念シンポジウム』（岩波書店、2004年）

### 共訳書
- ミハウ・カレツキ『ポスト・ケインジアン叢書 (6) 資本主義経済の動態理論』（浅田統一郎と共訳、日本経済評論社、1984年）